# Cladonia carassensis
Cladonia carassensis är en lavart som beskrevs av Vain. Cladonia carassensis ingår i släktet Cladonia och familjen Cladoniaceae.   Inga underarter finns listade i Catalogue of Life.